# Grand World Scenic Park
Grand World Scenic Park (vereenvoudigd Chinees: 世界大观; traditioneel Chinees: 世界大觀) is een voormalig attractiepark in het district Tianhe in de Chinese stad Guangzhou. Het opende zijn deuren in 1995.

## Beschrijving
Het park toont replica's van bekende monumenten uit de wereld. Het beslaat een oppervlakte van 710.000 vierkante meter. In totaal werd ongeveer 56,7 miljoen yuan in het park geïnvesteerd.

## Sluiting
Een paar jaar na de opening daalde het aantal bezoekers en raakte het park in financiële problemen. De stand van zaken in 2017 was dat het werd gehuurd door een huwelijksfotobureau en de replica's in een staat van verval verkeerden.